# 雷文-西蒙尼
雷文-西蒙尼·克里斯蒂娜·皮尔曼（英語：Raven-Symoné Christina Pearman，1985年2月10日—），常以其单名雷文-西蒙尼称呼，是一位美國女演員，早期以童星出道，主要節目是迪士尼頻道的天才老爹、天才魔女。另外也從事歌唱等，曾獲得美國電視行業大獎的最具人氣獎及兒童票選獎最受歡迎電視女演員。

## 引用
1. ↑  . MSN. 2008  [2008-07-15]. （原始内容存档于2008-09-02）.
2. ↑  Lesley Messer. . ABC News. 2015-06-11  [2015-10-11]. （原始内容存档于2015-10-07）.